# Derivada covariant

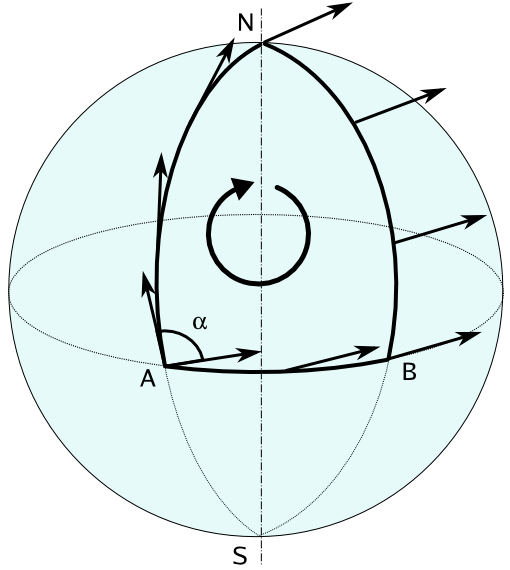
El transport paral·lel d'un vector al llarg d'una corba tancada sobre l'esfera, que igual que el concepte de derivada covariant es basa en la noció de connexió matemàtica. L'angle després de recórrer una vegada la corba és proporcional a l'àrea dins de la corba.

La derivada covariant  ({\displaystyle \scriptstyle \nabla _{i}}) és una generalització del concepte de derivada parcial ({\displaystyle \scriptstyle \partial _{i}}) que permet estendre el càlcul diferencial sobre {\displaystyle \scriptstyle \mathbb {R} ^{n}} amb coordenades cartesianes al cas de coordenades curvilínies en {\displaystyle \scriptstyle \mathbb {R} ^{n}} (i també al cas encara més general de varietats diferenciables).

## Introducció
Introduirem primer el cas de {\displaystyle \scriptstyle \mathbb {R} ^{n}}. Suposem que tenim  n  camps vectorials que en cada punt formen una base vectorial {\displaystyle \scriptstyle \{\mathbf {i} _{1},\dots \mathbf {i} _{n}\}} i un camp vectorial contravariant addicional {\displaystyle \scriptstyle \mathbf {v} } de tal manera que aquest camp pot expressar en termes de la base anterior:

{\displaystyle \mathbf {v} (x)=\sum _{k=1}^{n}v^{k}(x)\mathbf {i} _{k}(x)}

On {\displaystyle \scriptstyle v^{k}} són les components del vector en aquesta base. Si s'utilitzen coordenades curvilínies {\displaystyle \scriptstyle (x^{1},\dots x^{n})}, els vectors tangents a les corbes coordenades canvien de punt a punt. Això implica que encara que el camp vectorial sigui constants en general les seves coordenades a la base escollida no seran constants i en general succeirà que la derivada covariant ({\displaystyle \scriptstyle {\bar {\partial }}}):

{\displaystyle {\bar {\partial }}_{i}\mathbf {v} \neq {\frac {\partial \mathbf {v} }{\partial x^{i}}}:=\sum _{k=1}^{n}{\frac {\partial v^{k}}{\partial x^{i}}}\mathbf {i} _{k}}

Ja que també cal considerar la variació d'orientació de la base vectorial en passar d'un punt a un altre, és a dir, per avaluar la derivada (covariant) anterior necessitem avaluar:

(1){\displaystyle {\bar {\partial }}_{i}\mathbf {v} ={\frac {{\bar {\partial }}\mathbf {v} }{{\bar {\partial }}x^{i}}}:=\sum _{k=1}^{n}{\frac {\partial v^{k}}{\partial x^{i}}}\mathbf {i} _{k}+\sum _{k=1}^{n}v^{k}{\frac {{\bar {\partial }}\mathbf {i} _{k}}{{\bar {\partial }}x^{i}}}}

On el terme segon addicional dona compte de com canvia la base vectorial en recórrer una línia coordenada curvilínia. És a dir quan s'usen coordenades cartesianes en {\displaystyle \scriptstyle \mathbb {R} ^{n}} les línies coordenades són línies rectes paral·leles als eixos coordenats, i d'alguna manera en cada punt la base vectorial escollida per a mesurar les coordenades d'un camp vectorial en tots els punts estan "sincronitzades". Però en coordenades curvilínies en passar d'un punt a un altre, els vectors tangents a les línies coordenades usats com a base no coincidiran d'un punt a un altre i és necessari calcular la seva variació en canviar de punt. En general els vectors {\displaystyle \scriptstyle \mathbf {i} _{k}(x)} no només depenen del punt cal especificar com es "connecten" els vectors en diferents punts i per a això es defineix una connexió que en el cas de {\displaystyle \scriptstyle \mathbb {R} ^{n}} pot representar-se com un conjunt de coeficients:

(2){\displaystyle {\frac {{\bar {\partial }}\mathbf {i} _{k}}{{\bar {\partial }}x^{i}}}:=\sum _{m=1}^{n}\Gamma _{ki}^{m}\mathbf {i} _{M}}

Els coeficients {\displaystyle \scriptstyle \Gamma _{ji}^{k}} es diuen símbols de Christoffel i defineixen localment la connexió. Unint els resultats de(1)i(2)la derivada covariant parcial d'un camp vectorial pot expressar-se mitjançant:

(3a){\displaystyle \nabla _{i}\mathbf {v} ={\frac {{\bar {\partial }}\mathbf {v} }{{\bar {\partial }}x^{i}}}=\sum _{k=1}^{n}{\frac {\partial v^{k}}{\partial x^{i}}}\mathbf {i} _{k}+\sum _{k=1}^{n}\sum _{m=1}^{n}v^{k}\Gamma _{ki}^{m}\mathbf {i} _{M}}

Usant el conveni de sumació d'Einstein i reanomenant els índexs l'expressió anterior es pot escriure simplement com:

(3b){\displaystyle \nabla _{i}\mathbf {v} =\left({\frac {dv^{k}}{dx^{i}}}+\Gamma _{mi}^{k}V^{m}\right)\mathbf {i} _{k}}

L'expressió entre parèntesis representa les components de la derivada covariant del vector contravariant {\displaystyle \scriptstyle \mathbf {v} }. Anàlogament donada una corba {\displaystyle \scriptstyle t\mapsto (x^{1}(t),\dots ,x^{n}(t))} es defineix la derivada covariant temporal al llarg d'aquesta corba com:

{\displaystyle {\frac {D\mathbf {v} }{Dt}}={\dot {x}}^{i}\nabla _{i}\mathbf {v} =\left({\frac {dv^{k}}{dx^{i}}}+\Gamma _{mi}^{k}V^{m}\right){\frac {dx^{i}}{dt}}\mathbf {i} _{k}}

## Cas euclidià
La necessitat de la generalització de la derivada ordinària en {\displaystyle \scriptstyle \mathbb {R} ^{n}} s'aprecia quan s'utilitzen coordenades curvilínies com s'ha dit. Per a evidenciar-ho n'hi ha prou expressant el moviment d'una partícula primer en coordenades cartesianes i després en coordenades polars; per exemple, considerem una massa puntual que es mou al llarg d'una recta distant de l'origen d i formant la recta distància d un angle {\displaystyle \scriptstyle \theta _{0}} amb l'eix OX. Les seues equacions horàries i la trajectòria deduïda d'elles tot eliminant-ne el temps seran:

{\displaystyle {\begin{cases}x(t)=d\cos \theta _{0}-vt\sin \theta _{0}\\y(t)=d\sin \theta _{0}+vt\cos \theta _{0}\end{cases}}\rightarrow \qquad \qquad y={\frac {d-x\cos \theta _{0}}{\sin \theta _{0}}}}

El punt es mou al llarg de la recta amb una velocitat {\displaystyle \scriptstyle v} uniforme com es pot veure's de manera senzilla, si es calculen les velocitats i les acceleracions de la partícula:

{\displaystyle {\begin{cases}v^{x}={\cfrac {dx}{dt}}=-v\sin \theta _{0}\\v^{y}={\cfrac {dy}{dt}}=+v\cos \theta _{0}\end{cases}},\qquad \qquad {\begin{cases}a^{x}={\cfrac {dv^{x}}{dt}}={\cfrac {\partial v^{x}}{\partial x}}{\dot {x}}+{\cfrac {\partial v^{x}}{\partial y}}{\dot {y}}=0\\a^{y}={\cfrac {dv^{y}}{dt}}=0\end{cases}}}

On s'ha fet servir la notació {\displaystyle \scriptstyle {\dot {x}}=dx/dt} i {\displaystyle \scriptstyle {\dot {y}}=dy/dt}.
Ara considerem el càlcul de l'acceleració en coordenades polars. Com que la partícula es mou sobre una recta les seues distància a l'origen i angle polar estaran relacionats mitjançant la relació:

{\displaystyle {\begin{cases}\rho (t)={\sqrt {d^{2}+v^{2}t^{2}}}\\\theta (t)=\theta _{0}+\arctan \left({\cfrac {vt}{d}}\right)\end{cases}}\rightarrow \qquad \qquad \rho (t)={\frac {d}{\cos(\theta (t)-\theta _{0})}},\ (\theta _{0}-\pi /2<\theta <\theta _{0}+\pi /2)}

Les coordenades de la velocitat de la partícula en aquestes coordenades es poden determinar mitjançant càlcul directe o canviant de base a partir de la components cartesianes:

{\displaystyle v^{\rho }={\dot {\rho }}=v\sin(\theta -\theta _{0}),\qquad \qquad v^{\theta }={\dot {\theta }}={\frac {v}{\rho }}\cos(\theta -\theta _{0})}

Com que la partícula es mou a velocitat constant el vector acceleració hauria de resultar nul. D'acord amb el que s'ha discutit anteriorment, les components del vector acceleració poden obtenir-se mitjançant les coordenades covariants:

{\displaystyle {\begin{cases}a^{\rho }={\cfrac {Dv^{\rho }}{Dt}}={\dot {\rho }}\left({\cfrac {\partial v^{\rho }}{\partial \rho }}+\Gamma _{\rho \rho }^{\rho }v^{\rho }+\Gamma _{\rho \theta }^{\rho }v^{\theta }\right)+{\dot {\theta }}\left({\cfrac {\partial v^{\rho }}{\partial \theta }}+\Gamma _{\theta \rho }^{\rho }v^{\rho }+\Gamma _{\theta \theta }^{\rho }v^{\theta }\right)=\\={\dot {\rho }}(0+0+0)+{\dot {\theta }}\left(v\cos(\theta -\theta _{0})+0-\rho {\cfrac {v}{\rho }}\cos(\theta -\theta _{0})\right)=0\\a^{\theta }={\cfrac {Dv^{\theta }}{Dt}}={\dot {\rho }}\left({\cfrac {\partial v^{\theta }}{\partial \rho }}+\Gamma _{\rho \rho }^{\theta }v^{\rho }+\Gamma _{\rho \theta }^{\theta }v^{\theta }\right)+{\dot {\theta }}\left({\cfrac {\partial v^{\theta }}{\partial \theta }}+\Gamma _{\theta \rho }^{\theta }v^{\rho }+\Gamma _{\theta \theta }^{\theta }v^{\theta }\right)=\\{\dot {\rho }}\left(-{\cfrac {v\cos(\theta -\theta _{0})}{\rho ^{2}}}+0+{\cfrac {1}{\rho }}{\cfrac {v\cos(\theta -\theta _{0})}{\rho }}\right)+{\dot {\theta }}\left(-{\cfrac {v\sin(\theta -\theta _{0})}{\rho }}+{\cfrac {1}{\rho }}v\sin(\theta -\theta _{0})+0\right)=0\end{cases}}}

És important notar com en aquest cas les derivades parcials ordinàries no coincideixen amb les components de l'acceleració:

{\displaystyle {\begin{cases}a^{\rho }\neq {\cfrac {dv^{\rho }}{dt}}={\cfrac {\partial v^{\rho }}{\partial \rho }}{\dot {\rho }}+{\cfrac {\partial v^{\rho }}{\partial \theta }}{\dot {\theta }}\\a^{\theta }\neq {\cfrac {dv^{\theta }}{dt}}={\cfrac {\partial v^{\theta }}{\partial \rho }}{\dot {\rho }}+{\cfrac {\partial v^{\theta }}{\partial \theta }}{\dot {\theta }}\end{cases}}}

Ja que en coordenades polars els vectors de la base varien de punt a punt, i és per això que només utilitzant la derivada covariant s'obté un vector d'acceleració nul tal com es podia esperar a partir del càlcul en coordenades cartesianes.

## Cas general
En una varietat diferenciable o una hipersuperficie de {\displaystyle \scriptstyle \mathbb {R} ^{n}}, d'altra banda, el concepte de derivada direccional es defineix a partir de l'espai tangent a cada punt. En el cas general en presentar la varietat o la hipersuperfície curvatura, els espais tangents de cada punt difereix del dels punts propers i, per tant, es necessita alguna manera de "connectar" o identificar vectors de diferents espais vectorials, mitjançant una connexió sobre la varietat.
En una varietat riemanniana comunament es tria una connexió (sense torsió) que sigui compatible amb la mètrica, expressada per les components del tensor mètric {\displaystyle \scriptstyle g_{\mu \nu }}, en el sentit que:

{\displaystyle \nabla _{\alpha }g_{\mu \nu }=0\rightarrow \Gamma _{\mu \nu }^{\rho }={\frac {g^{\rho \sigma }}{2}}\left({\frac {\partial g_{\sigma \nu }}{\partial x^{\mu }}}+{\frac {\partial g_{\mu \sigma }}{\partial x^{\nu }}}-{\frac {\partial g_{\mu \nu }}{\partial x^{\sigma }}}\right)}

## Derivada covariant d'un tensor
En les seccions anteriors la discussió de la derivada covariant s'ha limitat a un camp vectorial contravariant. Però la derivada covariant es pot estendre a altres tipus de camps tensorials definits sobre una varietat de Riemann. Per estendre la definició usa el fet que la derivada parcial d'un escalar coincideix amb la derivada covariant parcial d'aquest escalar, és a dir:

{\displaystyle \nabla _{\beta }\varphi :=\partial _{\beta }\varphi \,}

Així per a calcular la derivada covariant parcial d'unel 1-forma {\displaystyle \scriptstyle {\boldsymbol {\theta }}=\theta _{\alpha }dx^{\alpha }} es considera la seva contracció amb un camp vectorial contravariant i tenint en compte que la derivada covariant en una derivació per a la qual val la regla del producte:

{\displaystyle \partial _{\beta }(\theta _{\alpha }v^{\alpha })=\nabla _{\beta }(\theta _{\alpha }v^{\alpha })=(\nabla _{\beta }\theta _{\alpha })v^{\alpha }+\theta _{\alpha }(\nabla _{\beta }v^{\alpha })}

Això porta a la següent relació entre components:

{\displaystyle \nabla _{\beta }\theta _{\alpha }={\frac {d\theta _{\alpha }}{dx^{\beta }}}-\Gamma _{\alpha \beta }^{\mu }\theta _{\mu }}

Per a un tensor de tipus (p, q) general s'haurà:

{\displaystyle \nabla _{\alpha }T_{\delta _{1}\dots \delta _{m}}^{\beta _{1}\dots \beta _{n}}={\frac {\partial T_{\delta _{1}\dots \delta _{m}}^{\beta _{1}\dots \beta _{n}}}{\partial x^{\alpha }}}+\sum _{i}\Gamma _{\alpha \rho }^{\beta _{i}}T_{\delta _{1}\dots \delta _{m}}^{\beta _{1}\dots \rho \dots \beta _{n}}-\sum _{i}\Gamma _{\alpha \delta _{i}}^{\rho }T_{\delta _{1}\dots \rho \dots \delta _{m}}^{\beta _{1}\dots \beta _{n}}}

### Propietats
En l'anterior s'ha considerat la noció de derivada covariant de manera natural tot estenent a coordenades curvilínies la noció de derivada parcial; aquest enfocament condueix a un operador de derivació covariant amb les següents propietats:
1. Linealitat: Per a tot A i B de {\displaystyle {\mathcal {T}}_{r}^{s}(\mathbb {R} ^{n})} i qualsevol {\displaystyle \alpha ,\beta \in \mathbb {R} }: {\displaystyle \nabla _{\mu }(\mathrm {A} A_{\beta _{1}\dots \beta _{m}}^{\alpha _{1}\dots \alpha _{n}}+\beta B_{\beta _{1}\dots \beta _{m}}^{\alpha _{1}\dots \alpha _{n}})=\alpha \nabla _{\mu }A_{\beta _{1}\dots \beta _{m}}^{\alpha _{1}\dots \alpha _{n}}+\beta \nabla _{\mu }B_{\beta _{1}\dots \beta _{m}}^{\alpha _{1}\dots \alpha _{n}}}
2. Regla de Leibniz:
3. Commutativitat amb la contracció:
4. Consistència amb la noció de vector tangent:

Una altra possibilitat de definir una derivada covariant més formalment és construir un operador que satisfaci per construcció les propietats anteriors.